# Taniva
Taniva là một chi bướm đêm thuộc phân họ Tortricinae của họ Tortricidae.

## Các loài
- Taniva albolineana (Kearfott, 1907)

## Hình ảnh

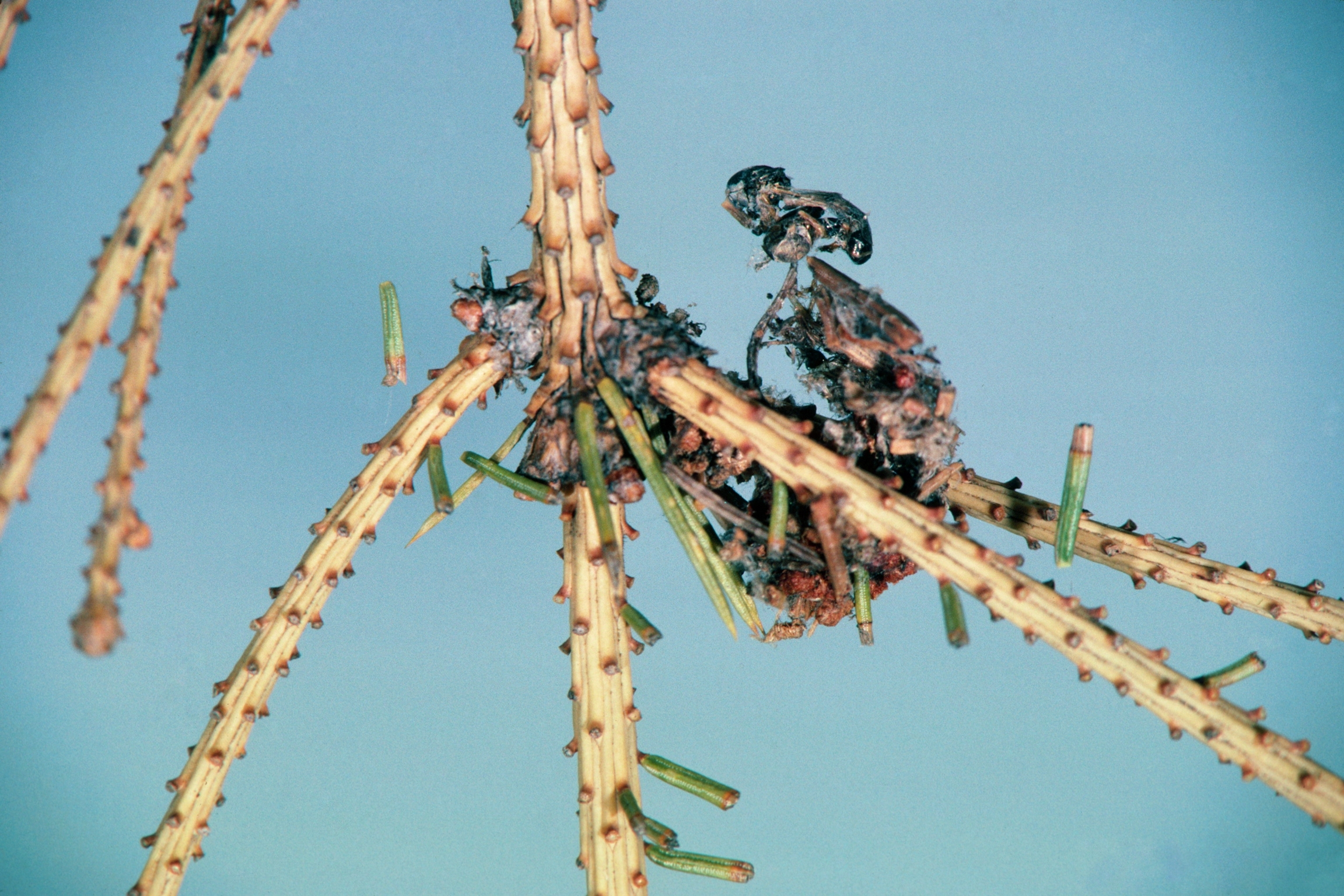
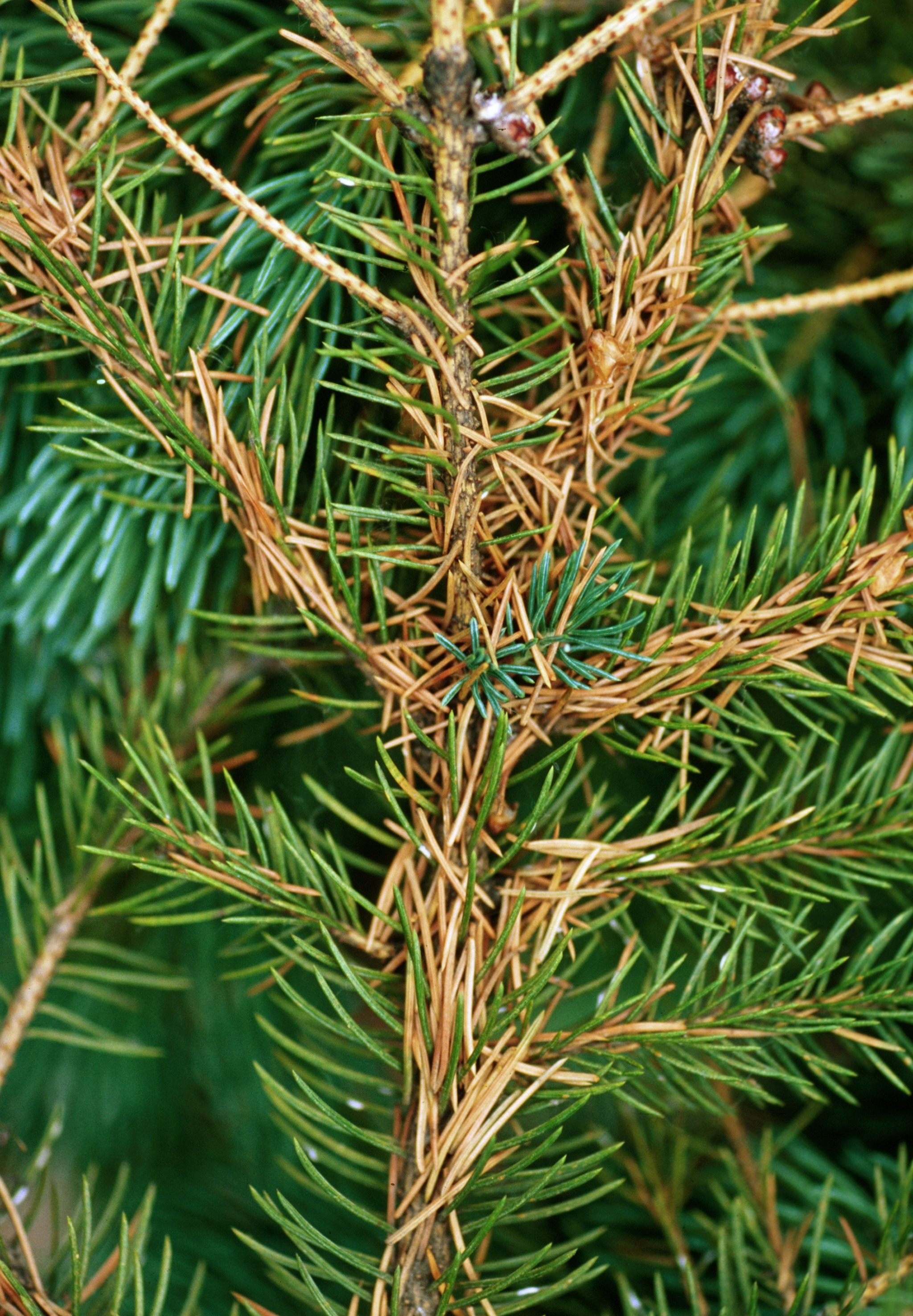